# KK Lovćen
O Košarkaški klub Lovćen 1947 (em português:  Basquetebol Clube de Lovćen 1947), conhecido também apenas como Lovćen 1947 Bemax por razão de patrocínios, é um clube de basquetebol baseado em Cetinje, Montenegro que atualmente disputa a Liga Montenegrina e a segunda divisão da Liga adriática. Manda seus jogos na Centro Esportivo Lovćen com capacidade para 1.500 espectadores.

## Histórico de Temporadas
| Temporada | Nível | Liga       | Pos. | J     | PL  | Resultado         | Copa Nacional | Competições internacionais |
| --------- | ----- | ---------- | ---- | ----- | --- | ----------------- | ------------- | -------------------------- |
| 2006-07   | 1     | Erste Liga | 2    | 21-7  |     | finalista         |               |                            |
| 2007-08   | 1     | Erste Liga | 5    | 14-14 |     |                   |               |                            |
| 2008-09   | 1     | Erste Liga | 6    | 20-8  |     |                   |               |                            |
| 2009-10   | 1     | Erste Liga | 2    | 21-6  | 2-4 | Finalista         |               | -                          |
| 2010-11   | 1     | Erste Liga | 3    | 19-9  | 0-2 | Semifinalista     | Finalista     |                            |
| 2011-12   | 1     | Erste Liga | 4    | 16-12 | 0-2 | Semifinalista     |               |                            |
| 2012-13   | 1     | Erste Liga | 4    | 13-15 |     |                   |               |                            |
| 2013-14   | 1     | Erste Liga | 1    | 15-3  |     |                   |               |                            |
| 2014-15   | 1     | Erste Liga | 7    | 12-13 |     |                   |               | -                          |
| 2015-16   | 1     | Erste Liga | 4    | 12-12 | 0-2 | Quartas de finais |               | R Liga Balcânica TR        |
| 2016-17   | 1     | Erste Liga | 2    | 16-8  | 2-2 | Semifinalista     |               |                            |
| 2017-18   | 1     | Erste Liga | 6    | 3-7   |     |                   |               |                            |
| 2018-19   | 1     | Erste Liga | 4    | 6-4   | 0-2 | Semifinalista     |               | R ABA2 TR                  |
| 2019-20   | 1     | Erste Liga | 2    |       |     |                   |               | R ABA2 TR                  |
| 2020-21   | 1     | Erste Liga |      |       |     |                   |               | R ABA2 TR                  |

fonte:eurobasket.com